# Klumpfuß

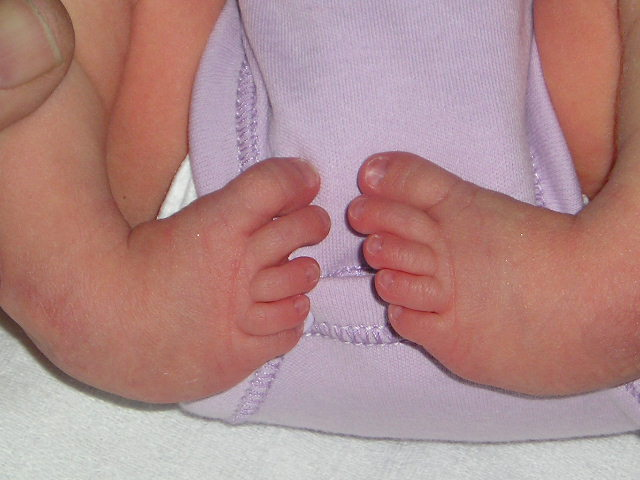
Klumpfuß bei einem Kind

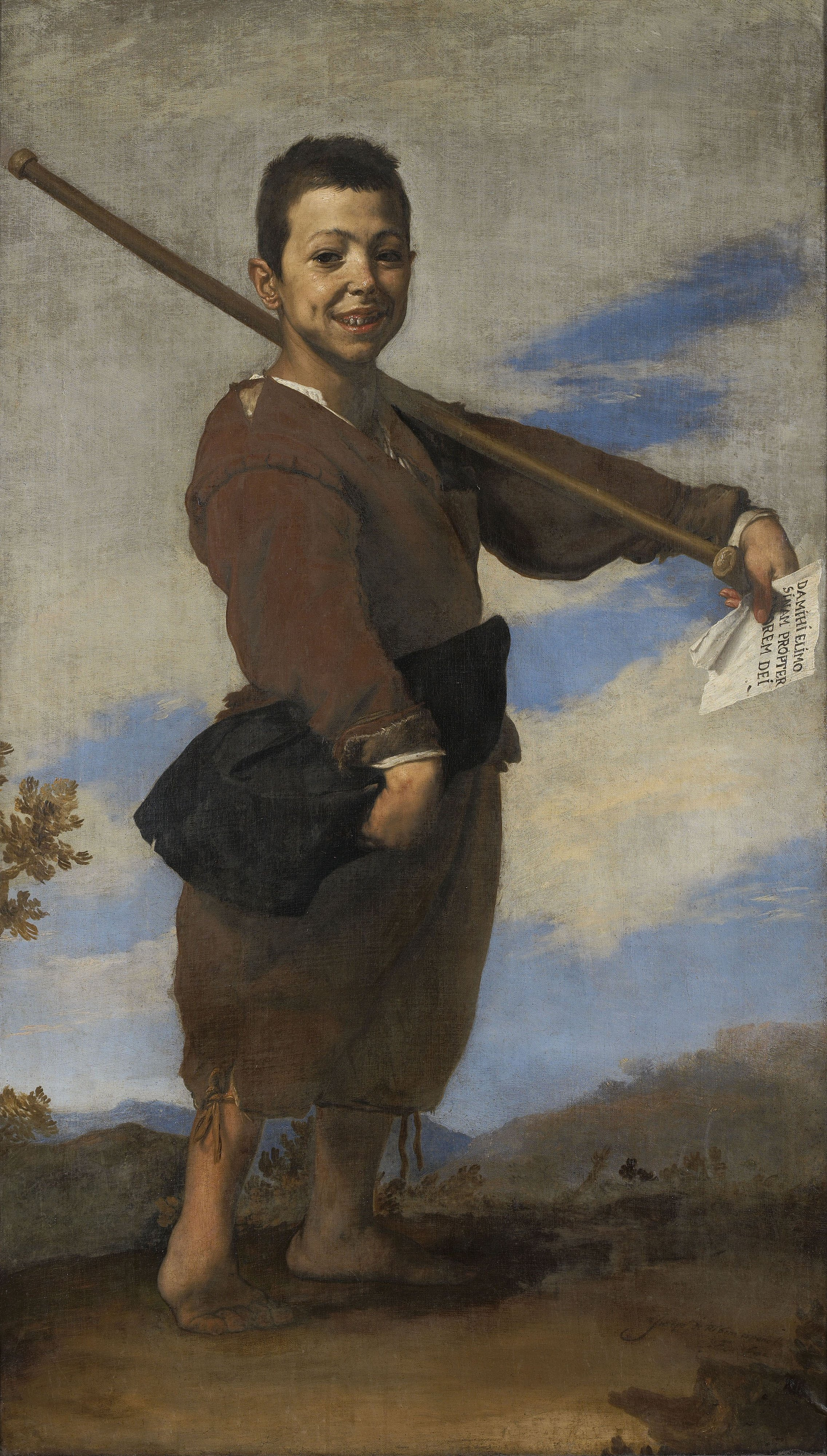
Der Klumpfuß, Gemälde von Jusepe de Ribera (1642)

Unter Klumpfuß (Pes equinovarus, früher auch Pes varus und krummer Fuß genannt) versteht man verschiedene Fußdeformitäten. Neben der häufigsten, der angeborenen Form gibt es auch die erworbene Form, den sogenannten neurogenen Klumpfuß, welcher meist durch eine Störung der Nervenversorgung verursacht wird.
Der angeborene Klumpfuß (Pes equinovarus et plantiflexus adductus congenitus) zählt zur Gruppe der Extremitätenfehlbildungen und ist eine Kombination aus verschiedenen Deformitäten am Fuß, meist einhergehend mit einer Einwärtsverdrehung (Supination) des Fußes (Fußsohle zeigt nach innen) und Anomalien der Unterschenkelmuskulatur. In der Regel kommen dabei mehrere Fehlstellungen zusammen:
- die genannte Supinations- oder Varusstellung des Rückfußes (Pes varus)
- Sichelfußstellung des Vorfußes (Pes adductus)
- Spitzfuß (Pes equinus)
- Anspreizfuß (Pes supinatus)
- Hohlfuß (Pes excavatus, Pes cavus)

Damit verbunden ist eine Verkürzung der Achillessehne. Die Therapie wird üblicherweise so bald wie möglich nach der Geburt begonnen. Auch bei frühzeitigem Beginn ist die Behandlung aber oft schwierig und langwierig.

## Ursachen
Ein Klumpfuß kann angeboren oder erworben sein. Durchschnittlich kommt etwa eines von 1000 Kindern mit dieser Besonderheit zur Welt, wobei Jungen doppelt so häufig betroffen sind wie Mädchen. Die Ursache des angeborenen Klumpfußes ist nicht endgültig geklärt.
Bislang wurden erst wenige ursächliche Gene ausgemacht, autosomal-dominant vererbt: Mutationen im PITX1-Gen auf Chromosom 5 am Genort q31.1 sowie Mutationen auf Chromosom 17 am Genort q23.1–q23.2
In Frage kommen:
- ungünstige Lage des Embryos in der Gebärmutter
- Amniotisches-Band-Syndrom
- starke und vergleichsweise lang bestehende Verminderung der Fruchtwassermenge (Oligohydramnion)
- Begleiterscheinung bei Neuralrohrfehlbildungen (z. B. „Myelodysplasie“[5]) als Folge einer Lähmung der Muskulatur des Unterschenkels
- Folge der Einnahme von Folsäure-Antagonisten, wie Aminopterin oder Methotrexat in der 4. bis 12. Schwangerschaftswoche (Aminopterin-Embryopathie).[6]

Im Rahmen von Syndromen:
- Aminopterin-Syndrom (Aminopterin-Embryopathie)
- ARC-Syndrom
- Arthrogrypose, distale, Typ 1
- Arthrogrypose, distale, Typ 3 (Gordon-Syndrom)
- Cystathioninurie
- diastrophische Dysplasie
- Ehlers-Danlos-Syndrom
- Ehlers-Danlos-Syndrom, muskulo-kontrakturaler Typ (mcEDS)
- Fetales Valproat-Syndrom (Valproat-Embryopathie)
- Myotone Dystrophie Typ 1 (Dystrophia myotonica Curschman-Steinert)
- Oligohydramnion-Sequenz
- Troyer-Syndrom

Ursache für den erworbenen Klumpfuß ist die Schwächung des Musculus peroneus longus und des Musculus peroneus brevis, welche von dem Nervus peroneus superficialis innerviert werden, was auch Folge von Verletzungen oder Infektionen sein kann.
Als „Klumpfußmuskel“ wird der Musculus tibialis posterior bezeichnet, der den Fuß in Supination und Plantarflexion bringt.

## Krankheitsbild
Die klumpige Form weist beim angeborenen Klumpfuß folgendes Bild auf:
- Spitzfuß: Plantarflexion im oberen Sprunggelenk
- Supination des Rückfußes stärker als des Vorfußes
- Adduktion des Vorfußes

Entwicklungsstörung im unteren Teil des Rückenmarkes, daher Schwächung der Wadenmuskulatur (Musculus gastrocnemius) und Übergewicht des hinteren Schienbeinmuskels (Musculus tibialis posterior); weiterhin eine Verkürzung der lateralen Bänder zwischen Wadenbein (Fibula) und Sprungbein (Talus) beziehungsweise Fersenbein (Calcaneus): Diese Bänder verhindern das Nach-vorne-Wandern der Fibula gegenüber dem Talus bei der Dorsalflexion, sodass eine zunehmende Spitzfußstellung entsteht.
Im lateralen Röntgenbild des Säuglings ist unter anderem ein talokalkanealer Winkel von weniger als 30° typisch.

## Behandlung
Die Behandlung richtet sich nach Ätiologie und Schweregrad der Deformität. Frühtherapie ist wichtig.

### Operativ
Im Alter von drei Monaten sollte eine operative Korrektur aller konservativ nicht redressierbaren Strukturen erfolgen. Dieses Alter wird allgemein als idealer Zeitpunkt angesehen.
Die Operation besteht in einer Verlängerung der Achillessehne, einem so genannten ausgedehnten „posterior release“, weiterhin wird hier die Aufrichtung zwischen Talus und Calcaneus korrigiert.
Bei Subluxation des Os naviculare muss außerdem ein „medial release“, mit Durchtrennung der Ligamente zwischen Talus, Naviculare sowie Os cuneiforme mediale, Reposition des Os naviculare und eventuell Verlängerung der Sehne des Musculus tibialis posterior, erfolgen.
Ziel der Operation ist die möglichst vollständige Reposition aller Komponenten.

### Konservativ
Klumpfußgips: für die Modellierung ist der klassische Gips den modernen Kunststoffen überlegen. Man legt beim Klumpfuß grundsätzlich Ober- und nicht Unterschenkelgipse an, da einerseits eine bessere Redression des Fußes nach außen möglich ist, andererseits der Unterschenkelgips (vor allem mit dem bestehenden Spitzfuß) leicht nach unten rutscht und dann Druckstellen verursacht. Damit der Fuß als Ganzes gegenüber dem Oberschenkel nach außen redressiert werden kann, muss das Kniegelenk um mindestens 60° gebeugt sein. Hierbei wird die Spitzfußstellung zunächst beibehalten. Die endgültige Korrektur des Spitzfußes erfolgt meist durch Verlängerung der Sehne des Musculus tibialis posterior.

#### Klumpfußbehandlung nach Ponseti
Die Behandlung nach Ignacio Ponseti sieht eine spezielle manuelle Redression mit schrittweiser Korrektur nach anatomischen Gesichtspunkten vor. In der Regel kann nach drei bis acht Gipsen eine komplette Korrektur ohne Operation erreicht werden. Nach Abschluss der Gipsredression erfolgt für drei Monate die Anlage einer speziellen Schiene (Dennis-Brown-Schiene), die anfangs ganztägig getragen werden muss. Nach und nach wird die Tragezeit dann tagsüber verkürzt, sodass nach Ablauf weiterer drei Monate die Schiene nur noch nachts bzw. zum Mittagsschlaf bis zum Alter von vier Jahren getragen werden muss. Diese Phase ist für den Therapieerfolg notwendig. Den Eltern wird üblicherweise die konsequente Anlage der Schiene vermittelt. Die nach dieser Methode behandelten Kinder akzeptieren in der Regel ohne Probleme das Tragen der erwähnten Schiene.

#### Klumpfußbehandlung nach Bonnet Dimeglio, auch „französische Methode“ genannt
Die französische Methode ist eine dynamische Bewegungstherapie. Das neugeborene Kind wird in den ersten Tagen vom Orthopäden einem spezialisierten Kinder-Physiotherapeuten anvertraut, dessen Einsatz entscheidend ist. Der Fuß wird anfänglich vier- bis fünfmal wöchentlich korrigiert und nach erfolgter Korrektur noch drei- bis viermal wöchentlich sorgfältig behandelt. In kleinsten Schritten über zwei bis drei Monate wird die Position verändert, das verklebte Gewebe gelöst und die Muskulatur über Bewegung stimuliert. Nach der manuellen Therapie werden die Füße in Tapingverbänden und Unterschenkel-Gipsschalen fixiert. Die Therapiefrequenz reduziert sich bei erfolgreichem Resultat auf zweimal wöchentlich. Es ist ein wichtiger Aspekt, dass beim neugeborenen Kind die Bewegungsfreiheit in Knie und Hüften erhalten bleibt. Gelingt es nicht, die Ferse korrekt einzustellen, wird im Alter von drei bis vier Monaten eine Tenotomie der Achillessehne durchgeführt.
Die französische Methode bearbeitet detailliert und präzise die einzelnen Fehlstellungen des Klumpfußes. Sie ist anspruchsvoll für den Therapeuten und dadurch schwer reproduzierbar. Daher kann diese Therapieform nur punktuell von wenigen, aber gut ausgebildeten Fachpersonen angeboten werden.

#### Klumpfußbehandlung nach Zukunft-Huber
Diese Art der Therapie wurde in den 1990er Jahren entwickelt und beruht auf den manualtherapeutischen Kriterien der normalen Fußentwicklung des Kindes im ersten Lebensjahr. Sie bietet alternative Ansatzpunkte zur Therapie für Sichel-, Serpentinen-, Klump-, Knick-, Platt- und spastische Spitz-Knick-Plattfüße. Hierbei werden dem Säugling Bandagen angelegt und die Eltern entsprechend instruiert. Der Vorteil ist, dass man weder Schienen, Operationen noch Gipse benötigt. Auch trägt das Kind keine schweren Schienen oder Gipse, welche die Bewegung einschränken. Nachteil ist der Zeitaufwand, da dreimal pro Tag eine etwa 30-minütige Therapie selbstständig durchzuführen ist. Klumpfüße II. und III. Grades, die zur Operation vorgesehen waren, mussten oftmals nicht operiert werden, was jedoch vom Schweregrad der Fehlbildung abhängt und nicht in jedem Fall möglich ist.

## Einlagen
Korrektur im 3-Punkt Korrektursystem:
1. Ferse medial
2. Würfelbein Basis Metatarsale V
3. Kopf Metatarsale 1 und Großzehe

Wichtig: Je physiologischer die Korrekturabdrücke angepasst werden, desto besser ist die Korrekturmöglichkeit.
Nach der Anpassung des Hilfsmittels ist eine nochmalige Kontrolle der Gesamtstellung notwendig.

## Anti-Varus-Schuh

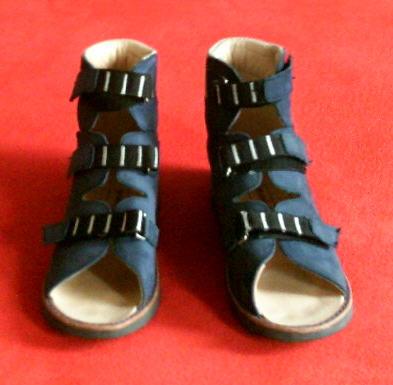
Antivarusschuhe

Der Anti-Varus-Schuh ist medial enger als ein normaler Schuh und korrigiert dadurch die Abduktions-Stellung des Schuhs zwischen Schuhgelenk und Vorderkappen-Korrekturstellung gegen Sichelfuß (Pes adductus).
Charakteristiken des Anti-Varus-Schuhs:
- Fersenversteifung
- pronierende Fußlagerung
- leichte Flügelabsätze

## Fixierende und funktionelle Orthesen

### Richtlinien
Besteht neben der Klumpfußdeformität eine Innenkreiselung im Unterschenkel, muss der Oberschenkel in die Korrektur miteinbezogen werden.

### Modellabnahme
Modellabnahme in absolut bestmöglicher Korrekturstellung des Fußes sollte bei Anpassung von Orthesen, Nachtschienen und Einlagen zur Beurteilung der Korrekturmöglichkeit unbedingt eingehalten werden.

### Ausführung der Orthese
Möglichst aus einem leichten flexiblen Material wie beispielsweise Polyethylen. Diese Materialien erlauben dem Fuß leichte Mikro-Bewegungen und schaffen gleichzeitig eine bessere Verträglichkeit der Korrektur. Als Innenmaterial empfiehlt sich geschlossenzelliger vernetzter Schaumstoff aus Polyethylen; dieses kann allerdings bei Kindern, die unter einem halben Jahr alt sind, zu einer massiven Hautirritation führen. Deshalb wird bei solchen Kindern häufig eine Rehleder- oder Frotteefütterung verwendet.
Die Verschlüsse zu Fixierung des Beines in der Orthese müssen immer gut gepolstert und vor allem breit genug sein, ansonsten könnte der Lymph- und Blutkreislauf beeinträchtigt werden.
Es stehen konstruktiv verschiedene Orthesen zur Verfügung. Es gibt Varianten mit:
- plantaren Gelenk
- Extensions-Flexions-Gelenk im oberen Sprunggelenk
- Supinations-Pronations-Gelenk
- Abduktions-Adduktions-Gelenk im Vorfuß
- Korrekturzügen
- Unterschenkel-Schale (Schiene)
- Ober-Unterschenkel-Schale (Schiene),

wobei die häufigste Verordnung die Ober-Unterschenkelschiene ist.
Die Ober-Unterschenkelschiene eignet sich vor allem bei kleinen Kindern zur Retention. Das Kniegelenk muss in der Schiene immer flektiert sein, damit der Fuß in Richtung Abduktion gehalten werden kann. Die Schiene wird meistens nur in der Nacht angelegt, da die Kinder hier am stärksten wachsen. Die Abduktionsstellung des Vorfußes wird meist durch die Muskulatur aktiv aufrechterhalten, da die verkürzte mediale Muskulatur (M. tibialis anterior und posterior, aber auch M. adductur hallucis) gegenüber der lateralen Muskelgruppe (vor allem Musculus peronaei) überaktiv ist.

### Korrektur-Prinzipien
Fuß – Bein:
- Bei gebeugtem Knie etwa 70° bis 90° (schwere Fälle 90°, leichte 70°)
- Redression des Fußes in maximaler Pronation und Abduktion.

Ziel ist die anatomische Position im Vor-, Mittel- und Rückfuß zu erreichen und die Beweglichkeit im oberen Sprunggelenk zu ermöglichen, sodass bei optimaler Versorgung, außer den Narben und der Wadenatrophie der betroffenen Extremität keine Deformität mehr festzustellen ist.

## Historisches

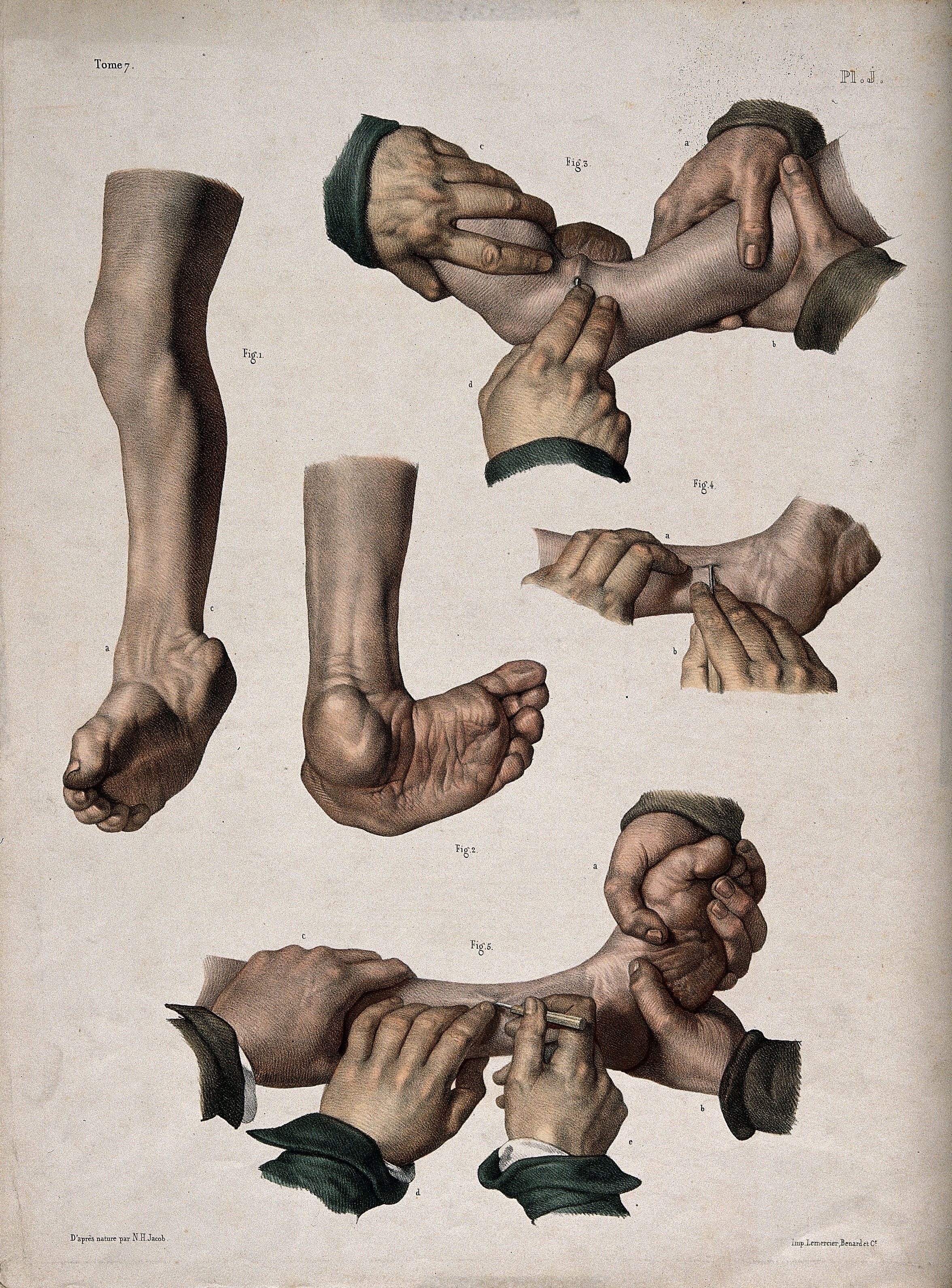
Klumpfüße und Behandlung, Historische Lithographie 1854

Bereits auf ägyptischen Kunstwerken finden sich Klumpfußdarstellungen, und die Redressionsbehandlung des Klumpfußes ist schon durch Hippokrates von Kos (370 v. Chr.) bzw. im Corpus Hippocraticum sehr genau beschrieben worden. Dort wird auch das Anlegen von Verbänden und redressierenden Schuhen geschildert. Die Tenotomie (das Durchschneiden der Achillessehnen, etwa 1816 als subkutane Tenotomie durch Jacques Mathieu Delpech) ist ebenfalls seit der Antike bekannt, setzte sich als Behandlungsmethode jedoch erst in der ersten Hälfte des 19. Jahrhunderts durch. Eine erste ausführliche Beschreibung von Maßnahmen zur Klumpfuß-Korrektur gab 1574 Francisco Arceo. Der französische Orthopäde Vincent Duval (auch literarische Vorlage für Dr. Bovary, den Ehemann von Madame Bovary) erhielt 1835 einen Preis für seine Klumpfußoperationen. Zu den Ersten, die sich in Deutschland mit der Klumpfuß-Behandlung befassten, gehörten Ehrmann in Frankfurt am Main (Venels Verfahren nachahmend) und der Hofmedicus August Brückner († 1797) in Gotha. Zu den Entwicklern von Apparaturen zur Behandlung des Klumpfußes gehörten unter anderem William Cheselden und Hermann Joseph Brünninghausen.